# Водорацкие Выселки
 Водорацкие Выселки  — деревня в составе Поливановского сельского поселения Барышского района Ульяновской области. 

## География
Находится на расстоянии примерно 10 километров по прямой на восток от районного центра города Барыш. 

## История
Основано в XIX веке после раздела наследства  советницы Е.Н. Поливановой. Бывшее имение А.Н.Поливанова. Сюда он переселил крестьян, которые ему достались по наследству. В 1913 году  в деревне было 39 дворов, 221 житель. В 1990-е годы отделение СПК «Водорацкий».

## Население
Население составляло 40 человек в 2002 году (80% русские), 27 по переписи 2010 года.